# Regimiento de Infantería 6 (Bolivia)
El Regimiento de Infantería 6 «Campos» es una unidad del Ejército de Bolivia dependiente del Cuarta División del Ejército y con base en Boyuibe, en el área de la Región Militar N.º 3. Fue creado el 14 de diciembre de 1926. Funge también como centro de reclutamiento de conscriptos.
Cuando estalló la guerra del Chaco en 1932, el Regimiento 6 formaba parte de la 4.ª División.